# Asteranthos
Asteranthos é um género botânico pertencente à família Lecythidaceae. Apresenta espécies de árvores de sub-bosque encontrada nativamente nas florestas de Igapó no estado do Amazonas, porém não sendo endémico do Brasil.

## Espécies
- Asteranthos brasiliensis, descrita por Desfontaines em 1820, é uma espécie indígena do Brasil.[1]